# Порушення в результаті одиничної події
Порушення в результаті одиничної події (англ. Single Event Upset, SEU), також відоме як помилка в результаті однієї події (англ. Single Event Error, SEE), є зміною стану, викликаною однією іонізуючою частинкою (іонами, електронами, фотонами…), що вражає чутливий вузол мікроелемента, електронні пристрої, такі як мікропроцесор, напівпровідникова пам'ять або транзистори. Зміна стану є результатом вільного заряду, створеного іонізацією у важливому вузлі логічного елемента або поблизу нього (наприклад, «біт» пам'яті). Помилка виводу або роботи пристрою, викликана в результаті удару, називається SEU або м'якою помилкою.

## Історія

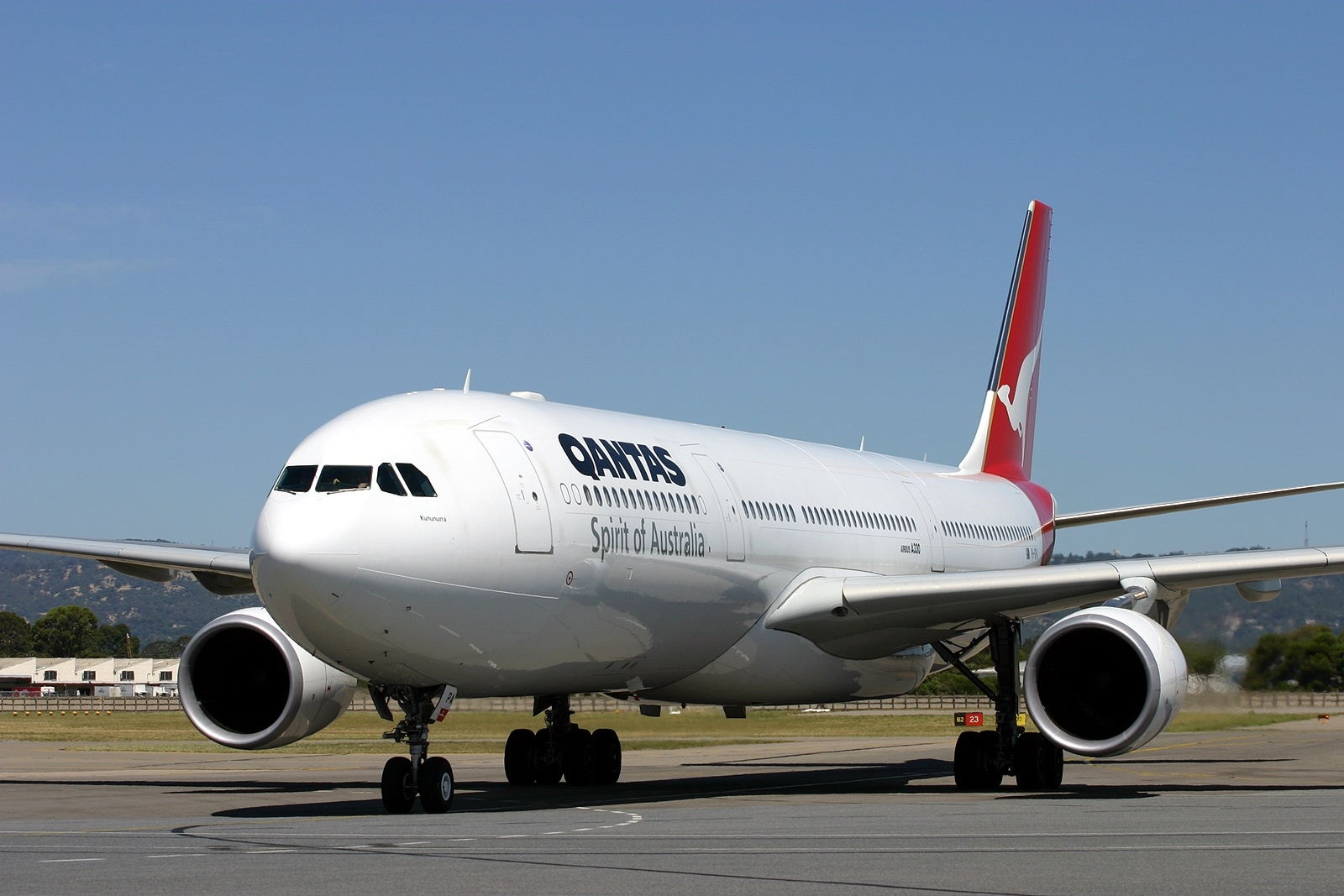
Підозрюється, що одиничний збій бортових комп'ютерів цього Airbus A330 під час рейсу Qantas 72 7 жовтня 2008 року призвів до поломки літака, яка ледь не закінчився катастрофою після того, як комп'ютери зазнали кількох несправностей.

Порушення в результаті одиничних подій вперше були описані під час наземних ядерних випробувань з 1954 по 1957 рік, коли спостерігалося багато аномалій в електронному обладнанні моніторингу. Подальші проблеми спостерігалися в космічній електроніці протягом 1960-х років, хоча було важко відокремити м'які збої від інших форм перешкод. У 1972 році супутник Hughes зазнав збою, коли зв'язок із супутником був втрачений на 96 секунд, а потім знову захоплений. Науковці д-р Едвард С. Сміт, Ел Холман і д-р Ден Біндер пояснили аномалію порушенням в результаті одиничних події (SEU) і опублікували першу статтю SEU в журналі IEEE Transactions on Nuclear Science у 1975 році У 1978 році Тімоті К. Мей і М. Х. Вудс описали перші докази м'яких помилок альфа-частинок в пакувальних матеріалах. У 1979 році Джеймс Зіглер з IBM разом з В. Ленфордом з Єльського університету вперше описали механізм, за допомогою якого космічний промінь на рівні моря може викликати порушення в електроніці. У 1979 році також було проведено перше в світі випробування «ефектів одиничних подій» важких іонів на прискорювачі частинок, проведене в 88-дюймовому циклотроні та Беватроні Національної лабораторії Лоуренса Берклі.

## Причина
Земні SEU виникають через зіткнення космічних частинок з атомами в атмосфері, створюючи каскади або зливи нейтронів і протонів, які в свою чергу можуть взаємодіяти з електронними схемами. При глибоких субмікронних геометріях це впливає на напівпровідникові прилади в атмосфері.
У космосі іонізуючі частинки високої енергії існують як частина природного фону, званого галактичними космічними променями (GCR). Події сонячних частинок і протони високої енергії, що затримані в магнітосфері Землі (радіаційні пояси Ван Аллена), посилюють цю проблему. Висока енергія, пов'язана з явищем у середовищі космічних частинок, як правило, робить підвищене екранування космічних кораблів марним з точки зору усунення SEU та катастрофічних одноразових явищ (наприклад, деструктивного замикання). Вторинні атмосферні нейтрони, які генеруються космічними променями, також можуть мати достатньо високу енергію для створення СЕУ в електроніці під час польотів літаків над полюсами або на великій висоті. Слідові кількості радіоактивних елементів в корпусах мікросхем також призводять до SEU.

## Тестування на чутливість до порушенням в результаті одиничної події
Чутливість пристрою до SEU можна емпірично оцінити, помістивши випробувальний пристрій у потік частинок на циклотроні або іншому прискорювачі частинок. Ця конкретна методологія тестування особливо корисна для прогнозування частоти м'яких помилок у відомих космічних середовищах, але може бути проблематичною для оцінки земних м'яких помилок від нейтронів. У цьому випадку необхідно оцінити велику кількість деталей, можливо, на різних висотах, щоб знайти фактичну швидкість порушення.
Інший спосіб емпірично оцінити толерантність до SEU — це використовувати камеру, екрановану для випромінювання, з відомим джерелом випромінювання, таким як цезій-137.
Під час тестування мікропроцесорів на SEU, програмне забезпечення, яке використовується для використання пристрою, також має бути оцінено, щоб визначити, які секції пристрою були активовані під час SEU.

## Порушенням в результаті одиничної події та схемотехніка
За визначенням, SEU не руйнують залучені схеми, але вони можуть викликати помилки. У космічних мікропроцесорах однією з найбільш вразливих частин часто є кеш-пам'ять 1-го і 2-го рівнів, оскільки вони повинні бути дуже малими і мати дуже високу швидкість, а це означає, що вони не утримують багато заряду. Часто ці кеші відключаються, якщо наземні проекти налаштовуються для збереження SEU. Іншою вразливістю є кінцевий автомат у мікропроцесорному керуванні через ризик переходу в «мертві» стани (без виходів), однак ці схеми повинні керувати всім процесором, тому вони мають відносно великі транзистори для забезпечення відносно великого електричного струму. течії і не такі вразливі, як можна було б подумати. Ще одним вразливим компонентом процесора є оперативна пам'ять. Щоб забезпечити стійкість до SEU, часто використовується пам'ять для виправлення помилок разом із схемою для періодичного зчитування (що призводить до виправлення) або очищення (якщо читання не призводить до виправлення) пам'яті помилок, перш ніж помилки переповнюють схему виправлення помилок.
У цифрових і аналогових схемах SEU може спричинити поширення одного або кількох імпульсів напруги (тобто збоїв) по схемі, і в цьому випадку це називається перехідним процесом однієї події (SET). Оскільки імпульс, що розповсюджується, технічно не є зміною «стану», як у SEU пам'яті, слід розрізняти SET і SEU. Якщо SET поширюється через цифрову схему і призводить до неправильного значення, зафіксованого в послідовному логічному блоці, він вважається SEU.
Проблеми з апаратним забезпеченням також можуть виникати з пов'язаних причин. За певних обставин (як конструкції схеми, технологічного процесу, так і властивостей частинок) «паразитний» тиристор, властивий CMOS-конструкціям, може бути активований, фактично викликаючи очевидне коротке замикання від живлення до землі. Ця умова називається блокуванням, і за відсутності конструктивних контрзаходів часто руйнує пристрій через тепловий розбіг. Більшість виробників розробляють так, щоб запобігти замиканню, і тестують свою продукцію, щоб переконатися, що замикання не відбувається від ударів атмосферних частинок. Щоб запобігти замиканню в просторі, часто використовуються епітаксійні підкладки, кремній на ізоляторі (SOI) або кремній на сапфірі (SOS) для подальшого зниження або усунення сприйнятливості.

## Відомі порушенням в результаті одиничної події
- На виборах 2003 року в муніципалітеті Брюсселя Шербек (Бельгія) аномальна зареєстрована кількість голосів викликала розслідування, яке прийшло до висновку, що SEU відповідальний за надання кандидату 4096 додаткових голосів. Можливість порушення в одній події припускається тим, що різниця в голосах еквівалентна степені двійки, 212.[4]
- У 2013 році спідранер відеоігри Super Mario 64, який використовує консоль Nintendo 64, зазнав збою, який телепортував Маріо вище на етапі «Тік-так». Вважається, що це було викликано SEU, який перевернув восьмий біт першого байта висоти Маріо.[5] що підняло їх на вищу платформу.

## Подальше читання
Генеральні порушенням в результаті одиничної події;
- TC May і MH Woods, IEEE Trans Electron Devices ED-26, 2 (1979)
- www.seutest.com — Ресурси тестування на м'які помилки для підтримки протоколу тестування JEDEC JESD89A.
- Дж. Ф. Зіглер і В. А. Ленфорд, «Вплив космічних променів на комп'ютерну пам'ять», Science, 206, 776 (1979)
- Ziegler та ін. IBM Journal of Research and Development. Vol. 40, 1 (1996).
- NASA Знайомство з SEU від Центру космічних польотів Годдарда Центру радіаційного впливу
- NASA/Smithsonian абстрактний пошук.
- «Оцінка частоти розладів окремих подій», J. Zoutendyk, NASA Tech Brief, Vol. 12, № 10, ст. № 152, листопад 1988 р.
- Лабораторія радіаційного впливу Boeing, зосереджена на авіоніці
- Вимірювання м'яких помилок пам'яті у виробничих системах, щорічна технічна конференція USENIX 2007 р., стор. 275—280
- Високонадійний закріплений засув SEU та високоефективний SEU загартований триггер, Міжнародний симпозіум з якісного електронного дизайну (ISQED), Каліфорнія, США, 19-21 березня 2012 р.; Порушенням в результаті одиничної події в програмованих логічних пристроях;

- «Розлади в окремих випадках: чи варто хвилюватися?» Xilinx Corp.
- «Virtex-4: м'які помилки зменшені майже вдвічі!» А. Лесеа, Xilinx TecXclusive, 6 травня 2005 р.
- Поодинока подія засмутила Altera Corp.
- Оцінка м'яких помилок LSI, викликаних земними космічними променями та альфа-частицями — Х. Кобаяші, К. Шираїші, Х. Цучія, Х. Усукі (усі Sony) та Ю. Нагай, К. Такахіса (Університет Осаки), 2001.
- Поширення постійної помилки, викликане SEU, у FPGA К. Морган (Університет Бригама Янга), серпень 2006 р.
- Технологія мікронапівнейтронної імунної FPGA.

Порушенням в результаті одиничної події в мікропроцесорах
- Старійшина, JH; Осборн, Дж.; Коласінський, В. А.; «Метод для характеристики вразливості мікропроцесора до SEU», IEEE Transactions on Nuclear Science, грудень 1988 р. v 35 n 6.
- SEU Характеристика цифрових схем за допомогою зважених тестових програм
- Аналіз поведінки програми під час ін'єкції помилок
- Проект Flight Linux; Магістерські та докторські дисертації, пов'язані з порушенням в результаті одиничної події

- T. Z. Fullem (2006). Radiation detection using single event upsets in memory chips. Binghamton University (M. S. Thesis). ISBN 978-0-542-78484-2. ProQuest 304928976.
- C. L. Howe (2005). Radiation-induced energy deposition and single event upset error rates in scaled microelectronic structures. Vanderbilt University (M. S. Thesis).
- J. A. Thompson (1997). Design, Construction and Programming of a Microcontroller-Based Testbench Suitable for Radiation Testing of Microelectronic Circuits. Naval Postgraduate School (M. S. Thesis).
- D. R. Roth (1991). The role of charge collection in the single event upset. Clemson University (M. S. Thesis).
- A. G. Costantine (1990). An Advanced Single Event Upset Tester. Rensselaer Polytechnic Institute (Ph. D Thesis).